# Liste der Kulturdenkmäler in Ascherode (Schwalmstadt)
Die folgende Liste enthält die in der Denkmaltopographie ausgewiesenen Kulturdenkmäler auf dem Gebiet des Ortsteils Ascherode der  Stadt Schwalmstadt, Schwalm-Eder-Kreis, Hessen.
Hinweis: Die Reihenfolge der Denkmäler in dieser Liste orientiert sich an der Anschrift, alternativ ist sie auch nach der Bezeichnung oder der Bauzeit sortierbar.
Kulturdenkmäler werden fortlaufend im Denkmalverzeichnis des Landes Hessen durch das Landesamt für Denkmalpflege Hessen auf Basis des Hessischen Denkmalschutzgesetzes (HDSchG) geführt. Die Schutzwürdigkeit eines Kulturdenkmals hängt nicht von der Eintragung in das Denkmalverzeichnis des Landes Hessen oder der Veröffentlichung in der Denkmaltopographie ab.

## Ascherode
| Bild                                                          | Bezeichnung                         | Lage                                               | Beschreibung | Bauzeit         | Daten |
| ------------------------------------------------------------- | ----------------------------------- | -------------------------------------------------- | --- | --------------- | ----- |
| Bild gesucht BW                                               | Gesamtanlage Dorfkern               | Lage                                               | |                 |       |
| Fachwerkgebäude Kirchberg 1                                   | Fachwerkgebäude Kirchberg 1         | Kirchberg 1 Lage                                   | |                 |       |
| weitere Bilder                                                | Evangelische Filialkirche           | Kirchberg 6 Lage                                   | Kleiner spätgotischer Bau mit gewölbtem Rechteckchor 16. Jahrhundert, einem Haubendachreiter aus dem 18. Jahrhundert, stark restauriert 1896. | 16. Jahrhundert |       |
| Ernhaus Schwalmtalstraße 35                                   | Ernhaus Schwalmtalstraße 35         | Schwalmtalstraße 35 LageFlur: 5, Flurstück: 40/2   | Ernhaus |                 |       |
| Ernhaus Schwalmtalstraße 36                                   | Ernhaus Schwalmtalstraße 36         | Schwalmtalstraße 36 LageFlur: 5, Flurstück: 26/2   | |                 |       |
| Ernhaus Schwalmtalstraße 46                                   | Ernhaus Schwalmtalstraße 46         | Schwalmtalstraße 46 LageFlur: 5, Flurstück: 19/2   | |                 |       |
| die linke Scheune ist die Fachwerkscheune Schwalmtalstraße 41 | Fachwerkscheune Schwalmtalstraße 41 | Schwalmtalstraße 41 LageFlur: 5, Flurstück: 189/63 | |                 |       |
| das hintere Wohnhaus ist die Schwalmtalstraße 47              | Hofanlage Schwalmtalstraße 47       | Schwalmtalstraße 47 Lage                           | |                 |       |
| Schwalmtalstraße 50                                           | Ernhaus Schwalmtalstraße 50         | Schwalmtalstraße 50 Lage                           | |                 |       |
| Fachwerkscheune Schwalmtalstraße 51                           | Fachwerkscheune Schwalmtalstraße 51 | Schwalmtalstraße 51 Lage                           | |                 |       |